# Piaski (Lututów)
Pour les articles homonymes, voir Piaski.
Piaski est une localité polonaise de la gmina de Lututów, située dans le powiat de Wieruszów en voïvodie de Łódź.